# Magdala (Israël)
Pour les articles homonymes, voir Magdala.
Magdala est le nom d'une ancienne ville de Galilée située sur la rive ouest du lac de Tibériade en Israël. Dans les sources antiques, elle est désignée sous le nom grec de Tarichée. Dans la littérature rabbinique, elle apparaît visiblement sous les noms araméens de Migdal Nunaya et Migdal Sabaya. La ville est fondée vers la fin du IIe siècle av. J.-C. par les Hasmonéens. Elle devient une capitale régionale prospère pendant la période romaine avant d'être éclipsée par Tibériade. Un monastère y est fondé pendant la période byzantine. Elle n'est  occupée que sporadiquement pendant le Moyen Âge. Au XIXe siècle, le site de la ville est identifié au petit village d'Al-Majdal. Le site archéologique est situé à proximité de la localité de Migdal.
La tradition chrétienne associe à cette ville le personnage de Marie la Magdaléenne (Μαρία ἡ Μαγδαληνή). Magdala n'est pas mentionnée dans le Nouveau Testament, mais la forme adjectivale magdalēnē qui caractérise Marie se rapporte vraisemblablement à la ville de Magdala.

## Identification

### Magdala
Magdala est un terme araméen qui désigne une construction en forme de tour (מגַדְְלאָ). C'est un nom répandu pour des sites en Israël. Dans le Pentateuque, le terme apparenté migdol (tour) apparaît 37 fois en tant que substantif. À Magdala, ce nom  désignait sans doute à l'origine une tour associée au port et dont le nom a pu survivre même après la disparation de la tour.

### Tarichée
La ville de Tarichée au bord du lac de Tibériade est mentionnée à plusieurs reprises par Flavius Josèphe qui y a lui-même établi son quartier général lors de la première guerre judéo-romaine (Vita, Guerre des Juifs). En grec, Tarichée (Ταριχαῖαι ou Ταριχέαι) dérive du verbe conserver et s'applique à des aliments ayant subi un traitement pour leur conservation. Il désigne en particulier des poissons salés. Ce nom indique que la ville devait être un important centre de pêche et de conditionnement du poisson. Le nom de Tarichée apparaît également dans les œuvres de Strabon, de Pline l'Ancien et de Suétone. Pline l'Ancien indique que la mer de Galilée se nommait aussi « mer de Tarichée » ce qui atteste l'importance de cette ville. Josèphe ne donne pas de nom sémitique à la ville, cependant la plupart des chercheurs l'identifie à Magdala à la suite d'Albright.
L'identification de Tarichée au site de l'actuelle Magdala est parfois mise en question car sa localisation chez les auteurs romains ne correspond pas exactement au site de Magdala. Dans son autobiographie, Josèphe situe Tarichée à 30 stades de Tibériade, soit 5,5 km mais ne précise pas si la ville est au nord ou au sud de Tibériade. Pline place lui Tarichée au sud du lac de Tibériade ce qui conduit des archéologues à situer Magdala/Tarichée dans les environs de  Tel Bet Yerah (Khirbet Kerak). Josèphe indique par contre que Tarichée est au pied d'une montagne, ce qui correspond au site de Magdala situé au pied du mont Arbel mais pas à Tel Bet Yerah,.

### Migdal Nunaya et Migdal Sabaya
La littérature rabbinique connaît deux Magdala en Galilée : Migdal Nunaya (מגַדְַל נוּניַאָ « la tour du Poisson ») et Migdal Sabaya (מִגְדַל צַבָעַיָא « la Tour des Teinturiers »). Magdala est généralement identifiée à la Migdal Nunaya du Talmud de Babylone. Les chercheurs proposent de rapprocher le nom araméen de Migdal Nunaya (« la tour des Poissons ») de celui de Tarichée, « poissons salés ». Dans la littérature rabbinique, on trouve aussi la forme מוגדלא (Mugdala) qui correspond peut-être à une prononciation locale. Le Talmud de Jérusalem mentionne lui Migdal Sabaya. Certains chercheurs proposent d'y voir une seule et même ville, voir différents quartiers dans la même ville. D'autres estiment qu'il s'agit des deux villes différentes. Les fouilles archéologiques, qui ont mis au jour sur le site de Magdala la seule grande ville à l’ouest du lac de Tibériade en dehors de Tibériade elle-même, rendent plausible l’identification de la Tarichée des sources gréco-latines à la Migdal Nunaya de la littérature rabbinique.

### Marie-Madeleine
Le rapport entre la ville de Magdala et la disciple de Jésus appelée Marie la magdaléenne (Μαρία ἡ Μαγδαληνή) — traditionnellement appelée Marie de Magdala — n'est pas clair. Chacun des quatre évangiles fait référence à une disciple de Jésus nommée Marie Madeleine, Marie de Magdala, sans jamais préciser si Magdala est son lieu de naissance ou de résidence. La qualification de Magdala comme lieu de naissance de Marie Madeleine n'est pas attestée avant le VIe siècle. Du VIIIe au Xe siècle, des sources chrétiennes signalent à Magdala une église dédiée à la sainte, qui aurait également été sa maison. Des témoins plus tardifs ne font mention d'aucune église. Parmi les évangiles, seul celui de Mathieu donne une indication géographique de la ville. Si la tradition chrétienne a retenu la graphie Magdala, les manuscrits des évangiles les plus anciens donnent Magadan. Tandis que certains érudits confondent les deux villes d'autres les distinguent. Magadan pourrait être le même lieu que Magdala, car des manuscrits plus récents mettent en Matthieu 15:39 “Magdala” à la place de “Magadan”. On ne connaît aujourd’hui aucun endroit appelé Magadan dans les environs de la mer de Galilée. Marc (8:10) appela le même territoire “Dalmanoutha”. Peut-être Dalmanoutha était-il simplement un autre nom de Magdala, à moins que ce ne fût un endroit proche dont le nom, bien que peu utilisé ou peu connu, a néanmoins été préservé dans l’Évangile de Marc.

### Redécouverte et fouilles
Des fouilles archéologiques ont été réalisées par des franciscains sur le site en 1971 et en 1975. Elles ont mis au jour des bâtiments publics datant de l'époque romaine et byzantine du Ier au IVe siècle. Lors des fouilles ultérieures, on a découvert les restes d'un port antique doté d'une des plus longues digues du lac ainsi qu'une construction qui pourrait avoir été un phare. Un bateau fut aussi découvert en 1986 ; il est aujourd’hui exposé dans le kibboutz Guinossar. En 2009, des archéologues israéliens ont mis au jour une synagogue datant de la période du Second Temple. C'est une découverte exceptionnelle : on n'a retrouvé que six autres synagogues de cette époque

## Histoire
La ville connait trois périodes principales d’occupation : une période hellénistique (IIe / Ier siècle av. J.-C.), une période romaine (Ier / IIIe siècle) et une période byzantine (VIe / VIIe siècle av. J.-C.). Elle est fondée vers la fin du IIe siècle av. J.-C. par les souverains Hasmonéens. C'est la plus grande agglomération urbaine autour du lac avant la fondation de Tibériade au Ier siècle de notre ère,. Elle occupe une position stratégique le long de la route qui longe le lac de Tibériade, au pied du mont Arbel. L'activité principale de la  ville semble liée à la pêche et au conditionnement du poisson. Des bassins découverts au nord, au sud et à l’est du site témoignent des activités liées à l’exploitation du poisson. Cette activité s’accompagne d’un travail du bois pour fabriquer des bateaux. La culture de l’acacia pour fournir du bois de construction est évoquée dans la littérature rabbinique des IIIe / IVe siècle. La position de Magdala le long des routes commerciales lui permettait sans doute d’exporter sa production vers la Décapole à l’est et vers les villes de la cote syrienne à l’ouest.
La première mention d'évènements historiques liés à la ville se trouve chez Flavius Josèphe lorsqu'il décrit des épisodes de la guerre entre les Parthes et les Romains en Palestine. Selon Josèphe, Cassius s’empare de Tarichée lors de sa première administration de la Syrie (52-51 av. J.-C.) à son retour après la bataille de Carrhes. Le nombre élevé, même s'il est sans doute exagéré, de prisonniers juifs capturés à Tarichée indique qu'il s'agit d'une importante ville juive. Cassius y retourne en 43 av. J.-C. d'où il adresse une lettre à Cicéron depuis son camp de Tarichée. En 54 ap. J.-C., Tarichée devient la capitale d'une toparchie, un district régional, rattachée au royaume d'Agrippa II. Son importance décroit à mesure que Tibériade devient la capitale régionale. En 66 ap. J.-C., lors de la première guerre judéo-romaine, Josèphe s'y établit et fait fortifier la ville. Il mentionne la présence d'un hippodrome qu'il faut plutôt envisager comme un champ de course dénué de construction monumentale. Il rapporte une bataille navale en 67 près de la cité à laquelle 230 bateaux de Tarichée prennent part. Vespasien s'en empare entre août et septembre 67. Les Romains profitent sans doute de la baisse du niveau du lac en été pour rentrer dans la ville depuis le lac ,. Les habitants s'enfuient à Tibériade. Une partie des réfugiés est massacrée par les Romains. D'autres sont déportés dans le reste de l'empire, notamment à Corinthe, ou sont vendus comme esclaves ,. La ville survit à la défaite des Juifs lors de la guerre. Elle continue à être mentionnée dans le Talmud qui indique la présence d'une synagogue aux IVe – Ve siècle et mentionne les Sages vivant dans la ville,. Elle est sérieusement endommagée lors du tremblement de terre du 19 mai 363.
À l’époque byzantine, la ville devient un lieu de pèlerinage chrétien où on peut voir la « maison de Marie Madeleine ». Un monastère est construit. Le site décline ensuite. Au VIIIe siècle, la religieuse Hygeburg mentionne l'existence d'un village à Magdala en 724 lors du pèlerinage de Willibald d'Eichstätt en Terre Sainte. Pendant la période des Croisades, les témoignages des voyageurs indiquent que la basilique est à l’abandon. Au XIXe siècle, un petit village appelée el-Mejdel est établi sur les ruines du monastère par des paysans égyptiens.

## Période hellénistique et romaine

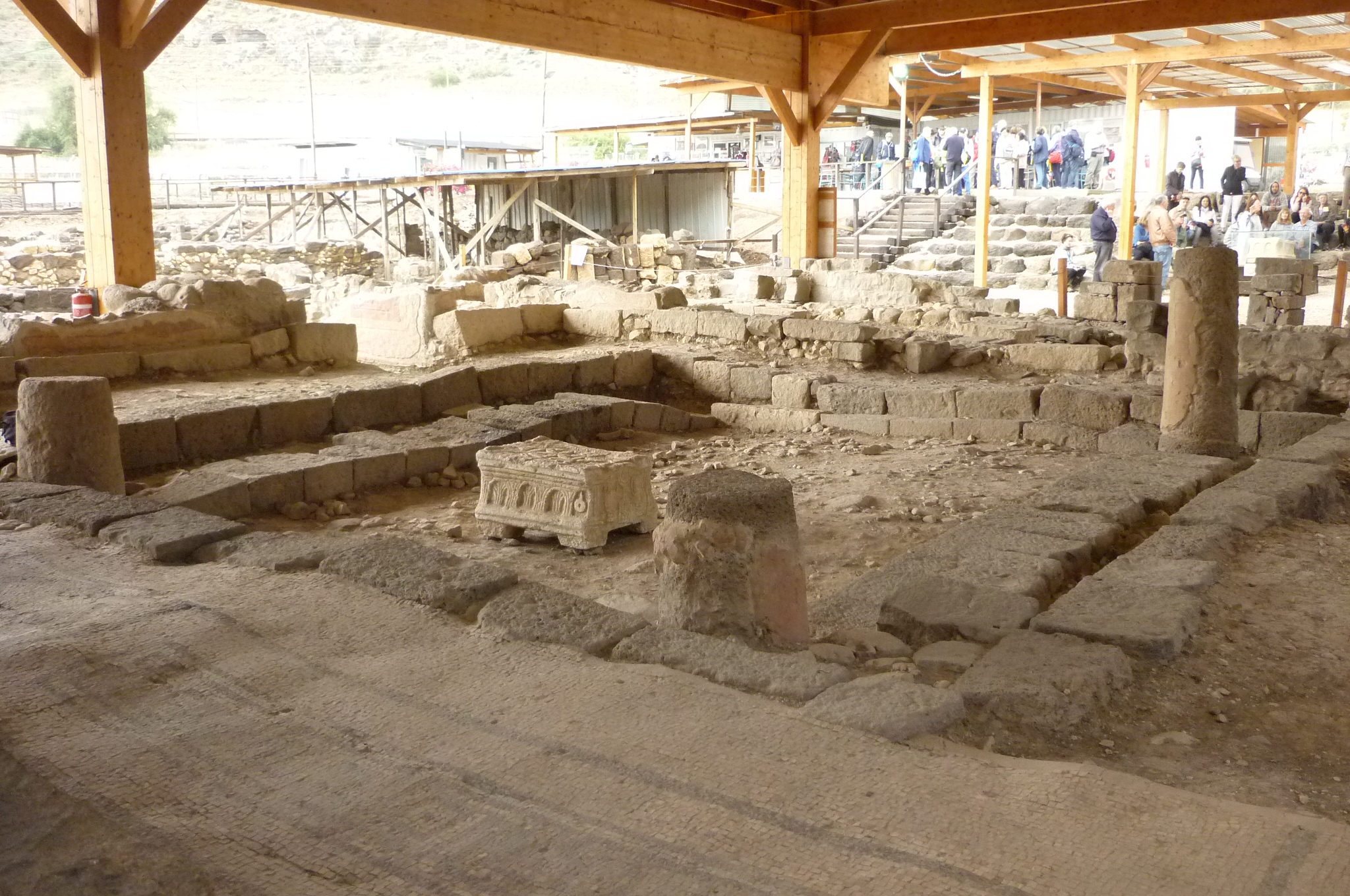
Synagogue de Magdala. Au centre, la pierre sculptée découverte dans la synagogue porte des symboles juifs évoquant le Temple de Jérusalem

L’ensemble urbain représente une surface de 9 à 10 ha. La ville est fondée à la fin du IIe siècle av. J.-C. par Aristobule Ier ou Alexandre Jannée. Elle est construite sur une occupation plus ancienne, du IIIe ou IIe siècle av. J.-C.. Elle est habitée de manière continue de la fin de la période hellénistique à la fin de la période romaine.
L’urbanisme de la ville se caractérise par un plan régulier avec des rues qui se croisent à angle droit. Elle dispose d'un système de distribution d'eau. L'urbanisme indique qu'il s'agit d’une construction planifiée dans le cadre d'une fondation royale, snas doute pour développer les territoires nouvellement acquis par les Hasmonéens en Galilée. La ville est traversée par une voie pavée de 10 m de large orientée nord-sud et parallèle au littoral du lac. Elle croise une rue est-ouest de 5 m de large qui mène au port. La voie principale dessert des bâtiments publics, tel qu’un quadriportique. Dans l'angle sud-est du croisement de ces deux voies, un petit bâtiment a été mis au jour dans les années 1970 à proximité d'une source. Son sol est situé à 1 m sous le niveau des rues adjacentes. Il est entouré de colonnes avec des chapiteaux doriques sur 3 côtés et une série de marches côté nord. Ce petit bâtiment de 9 x 7 m possède deux stades de construction : le premier pavement en basalte du sol date du Ier siècle av. J.-C.; le niveau est ensuite surélevé au cours du Ier siècle. Les marches ont été interprétées comme des bancs ou des escaliers. Le premier stade de la construction a initialement été identifié à une petite synagogue mais il s’agit plus vraisemblablement d’une fontaine. Le bâtiment est abandonné au IVe siècle,.
Un réseau d’eau sophistiqué alimente les fontaines publiques et les bains, dont la fontaine monumentale au centre du quatriportique et la fontaine du petit bâtiment à colonnes. Le réseau est alimenté par une source située sous un château d’eau. Il dessert aussi un grand complexe de bains publics au nord du quadriportique.
L’ouest et le nord de la ville comprennent des quartiers résidentiels et des bains. Une synagogue se trouvait dans le quartier résidentiel au nord-ouest. Une pierre sculptée découverte dans la synagogue témoigne de la prospérité population juive de la ville. Au sud de la synagogue, un bâtiment a été interprété comme un marché.
Au nord, une série de cuves indique la présence possible d’ateliers. Plusieurs entrepôts étaient installés face à la mer, sans doute à proximité d’un quai. La ville s’étendait peut-être encore au nord au-delà de la zone ayant fait l’objet de fouilles.

## Période byzantine
Le monastère byzantin est construit au sud du port antique. Un aqueduc est construit par-dessus la voie romaine pour acheminer l’eau depuis le château d’eau de la ville romaine vers les bains du monastère. Tout au nord une grande piscine ronde de 13 m de diamètre servait peut-être d'étang ou pour saler le poisson..

## Période des Croisades et mamelouk
Des sondages indiquent la présence possible d’une fabrique de sucre.

## Sources
- (en) William F. Albright, « Contributions to the Historical Geography of Palestine », The Annual of the American School of Oriental Research in Jerusalem, vol. 2/3,‎ 1921/1922 (JSTOR 3768450)
- (en) Yohanan Aharoni, Michael Avi-Yonah, Anson F. Rainey et Ze'ev Safrai (en), The Macmillan Bible Atlas, Macmillan Publishers, 3 mars 1993, 3e éd. (1re éd. 1977)
- (en) Mordechai Aviam, « Magdala », dans Eric M. Meyers (dir.), Oxford Encyclopaedia of Archaeology in the Near East, vol. 3, Oxford et New York, Oxford University Press, 1997
- (en) Stefano De Luca et Anna Lena, « The Harbor of the City of Magdala/Taricheae on the Shores of the Sea of Galilee, from the Hellenistic to the Byzantine Times.  New Discoveries and Preliminary Results », dans Harbors and Harbor Cities in the Eastern Mediterranean from Antiquity to the Byzantine Period :  Recent Discoveries and Current Approaches, 2014
- (en) Stephano De Luca et Anna Lena, « Magdala/Taricheae », dans David A. Fiensy et James Riley Strange (éditeurs), Galilee in the late Second Temple and mishnaic periods : The Archaeological Record from Cities, Towns and Villages, vol. 2, Minneapolis, Fortress Press, 2015
- (en) Richard Bauckham, Magdala of Galilee : A Jewish City in the Hellenistic and Roman Period, Baylor University Press, 2018
- (en) Stefano De Luca et Uzi Leibner, « A monastery in Magdala (Taricheae) ? », Journal of Roman Archaeology, no 32,‎ 2019